# Chrysopilus semipictus
Chrysopilus semipictus Santos & Amorim, 2007 è un dittero appartenente alla famiglia Rhagionidae.

## Etimologia
Il nome proprio della specie deriva dal prefisso latino semi-, che indica metà, un mezzo, e dall'aggettivo pictus, -a, -um, cioè dipinto, colorato, in riferimento al pattern delle ali.

## Caratteristiche
L'olotipo maschile rinvenuto ha lunghezza totale è di 8,0-9,0mm; la lunghezza delle ali è di 6,0-7,0mm.

## Distribuzione
La specie è stata reperita nel Brasile meridionale: nello stato di Rio de Janeiro, nella Microregione di Vale do Paraíba Fluminense, all'interno del Parco nazionale di Itatiaia.

## Tassonomia
Al 2015 non sono note sottospecie e dal 2007 non sono stati esaminati nuovi esemplari.